# Octavio Mamilio
Octavio Mamilio  fue un político y militar tusculano del siglo V a. C., yerno de Tarquinio el Soberbio, a quien dio refugio cuando este fue expulsado de Roma. Pereció en la batalla del Lago Regilo en combate singular con Tito Herminio Aquilino.